# Louis Chadourne
Pour les articles homonymes, voir Chadourne.
 (avril 2021).
Si vous disposez d'ouvrages ou d'articles de référence ou si vous connaissez des sites web de qualité traitant du thème abordé ici, merci de compléter l'article en donnant les références utiles à sa vérifiabilité et en les liant à la section « Notes et références ».
Louis Chadourne est un écrivain et poète français, né en 1890 à Brive-la-Gaillarde et mort à Ivry-sur-Seine en 1925.

## Biographie
Louis Chadourne est le fils de Léon Chadourne, avoué, littérateur et poète, et de Marie Maguerite Vignes. Il est le frère aîné du romancier Marc Chadourne (1895-1975), qui a dédié Vasco (1927) à sa mémoire, et du dadaïste Paul Chadourne (1898-1981). 
En 1901, il étudie au pensionnat des Jésuites de Sarlat (Dordogne) puis au collège Saint-Joseph à Périgueux. Il part au lycée Louis-le-Grand à Paris avant d'étudier à l'Université de Grenoble. En 1910, il est nommé secrétaire de l'Institut français de Florence et il devient le plus jeune agrégé de France en lettres et italien en 1913. Après plusieurs séjours à Rome, Florence et Venise. À l'initiative de son ami Valery Larbaud qui l'encourage, il se passionne pour Kipling, Stevenson, Conrad. Il écrit des vers et collabore à la NRF.

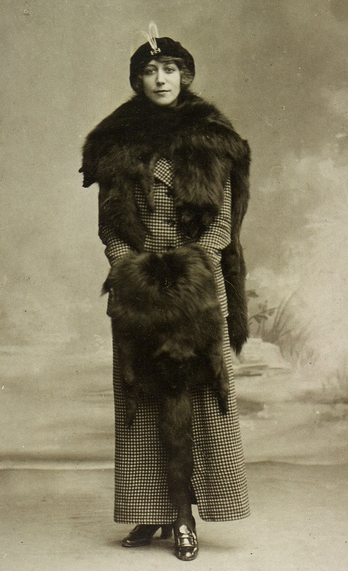
Yvonne Daudy, épouse de Louis Chardoune.

En août 1913, il épouse Yvonne Daudy, fille d'Albert Daudy, receveur de l'Enregistrement et des Domaines, et de Marie de Moreira (petite-fille de José Antônio Moreira, comte de Ipanema). Belle-sœur d'Elda Nobel (petite-fille de Robert Nobel et de Ludvig Nobel), Yvonne Daudy est la tante de Philippe Daudy.
La guerre interrompt sa carrière universitaire. Le 16 juin 1915, il est blessé à Metzeral, dans les Vosges, et reste enseveli pendant plusieurs heures. Malgré plusieurs hospitalisations et quelques périodes de rémission, il ne s'en remettra jamais. On lui remet en 1916 la Croix de guerre avec étoile d'argent. Il termine la guerre en étant interprète au ministère de la Guerre à partir d'octobre 1916. 
Il publie en 1919 son premier roman, Le Maître du navire, écrit sous l'influence de Pierre Mac Orlan. La même année, il rencontre Jean Galmot en Dordogne, homme d'affaires et aventurier, qu'il accompagne comme secrétaire dans un voyage aux Caraïbes et en Amérique du Sud. Dans Terre de Chanaan et dans Le Pot au noir,  publiés respectivement en 1921 et 1922, le jeune écrivain évoquera avec une fascination ambivalente ce personnage controversé dont Cendrars écrira plus tard la biographie dans Rhum : L'Aventure de Jean Galmot. 
Au début de l'année 1920, après trois mois de voyage, Louis Chadourne rentre des Caraïbes. En cette même année, il publie L'Inquiète Adolescence. Ce roman raconte, à partir de la propre expérience de l'auteur, une année de pension dans un collège dont le cadre s'inspire du collège de jésuites de Sarlat. Mais l'auteur tire également profit de son expérience d'élève adolescent à l'Institut Saint-Joseph de Périgueux pour tisser la trame de ce roman aux accents très proches du Grand-Meaulnes d'Alain-Fournier. Et comme le Grand-Meaulnes en 1913, L'inquiète Adolescence manque de très peu de remporter le prix Goncourt. 
À partir du mois d'août 1921, Louis Chadourne est hospitalisé pour dépression et troubles psychologiques ; il est interné à la Maison de Santé d'Ivry. Il perd tout contact avec ses amis et meurt le 20 mars 1925 à Ivry.
Louis Chadourne a été l'ami de Benjamin Crémieux, de Valery Larbaud, de Jean-Richard Bloch et de Pierre Mac Orlan, qui voyaient tous en lui un des écrivains les plus prometteurs de sa génération. Longtemps oubliées, ses œuvres ont été en partie rééditées par La Table ronde, les éditions des Cendres, L'Arbre vengeur et Farrago-Léo Scheer.
Louis Chadourne était l'un des auteurs préférés de l'écrivain russe Alexandre Grine, qui a utilisé en exergue pour son roman L'Écuyère des vagues (1926) une citation tirée du roman de Chadourne, Le Pot au noir.

## Œuvres
- 1917 : Commémoration d'un mort de printemps, Bruges, imprimerie Sainte-Catherine, 1917 (poèmes).
- 1919 : Le Maître du navire  (ill. Jean-Gabriel Daragnès), L'Édition française illustrée, 1919 (roman) ; réédition : Le Maître du navire  (postface Thierry Fourneau), Tours, Farrago-Léo-Scheer, 2002.
- 1920 : L'Inquiète Adolescence, Paris, Albin Michel, 1920 (roman autobiographique) ; réédition : L'Inquiète Adolescence, éditions des Cendres, 1995.
- 1921 : L'Amour et le Sablier, Paris, imprimerie F. Bernouard, 1921 (poèmes).
- 1921 : Terre de Chanaan  (ill. Pierre Falké), Albin Michel, 1921 (roman) ; rééditions : Terre de Chanaan, Paris, Émile-Paul, 1925 ; Terre de Chanaan  (ill. Roger Grillon), Paris, Arthème Fayard, coll. « Le Livre de demain », 1938 ; Terre de Chanaan, Le Festin, 2016
- 1922 : Le Pot au noir  (ill. Pierre Falké), Paris, A. et G. Mornay, 1922 (récit d'un voyage aux Caraïbes) ; réédition aux éditions du livre MonteCarlo (1946) et Le Pot au noir  (préf. Michel Peyramaure), Paris, La Table ronde, coll. « La Petite Vermillon », 1994.
- 1928 : Accords  (préf. Benjamin Crémieux), Paris, Gallimard, 1928 (poésie).
- 1928 : Le Conquérant du dernier jour  (préf. Valery Larbaud), Paris, Gallimard, 1928, réédition L'Arbre vengeur, 2004 (nouvelles).
- 1987 : Christiane et Marc Kopylov (éd.), Journal d'un homme tombé de la lune, Paris, éditions des Cendres, 1987 (récits).
- 1994 : Christiane F. Kopylov (éd.) (préf. Benjamin Crémieux), Carnets (1907-1925), Paris, éditions des Cendres, 1994.
- 2022 : West Indies : Journal de bord (octobre 1919-janvier 1920), Paris, éditions des Cendres, 2022.

## Prix et distinctions
- 1922 : Prix Pierre Corrard par la SGDL, pour Terre de Chanaan

## Pour approfondir